# Tirta Mulya (Makarti Jaya)
Tirta Mulya is een bestuurslaag in het regentschap Banyuasin van de provincie Zuid-Sumatra, Indonesië. Tirta Mulya telt 3474 inwoners (volkstelling 2010).